# Musikinstrumentensammlung der Universität Göttingen

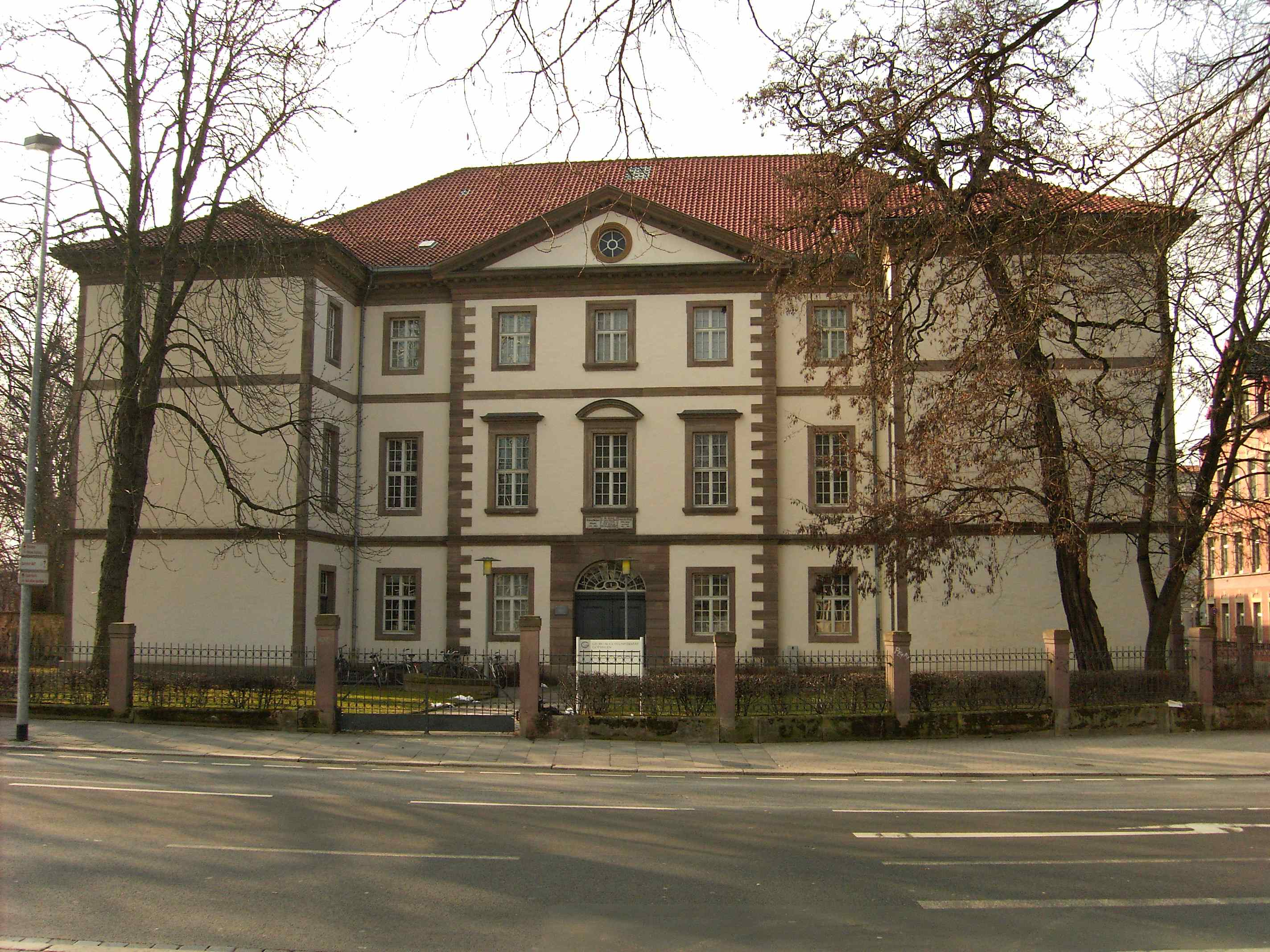
Sitz im ehemaligen Göttinger Accouchierhaus, 2006

Die Musikinstrumentensammlung der Universität Göttingen ist eine Sammlung von Musikinstrumenten des Musikwissenschaftlichen Seminars an der Georg-August-Universität Göttingen in der Stadt Göttingen in Niedersachsen. Die Sammlung wird im ehemaligen Accouchierhaus (Geburtsklinik) der Universität (Kurze-Geismar-Straße 1) aufbewahrt.
Kustos der Musikinstrumentensammlung ist seit 2022 Ryoto Akiyama.

## Bestand
Zum Bestand der Musikinstrumentensammlung gehören über 2.000 Musikinstrumente, die aus verschiedenen europäischen und außereuropäischen Ländern – vor allem aus Afrika und Asien, aber auch aus Ozeanien und Nord-, Mittel- und Südamerika – stammen.
Dabei handelt es sich u. a. um historische Tasteninstrumente, Pedalharfen, historische Zupfinstrumente, Blechblasinstrumente, historische Holzblasinstrumente, altägyptische Instrumente, Schlitztrommeln, Tamburine und Rasseln.

Bedeutendste Stücke in der Sammlung sind eine altägyptische Bogenharfe, eine koptische Laute und die älteste erhaltene Blockflöte des europäischen Mittelalters aus dem 14. Jahrhundert.

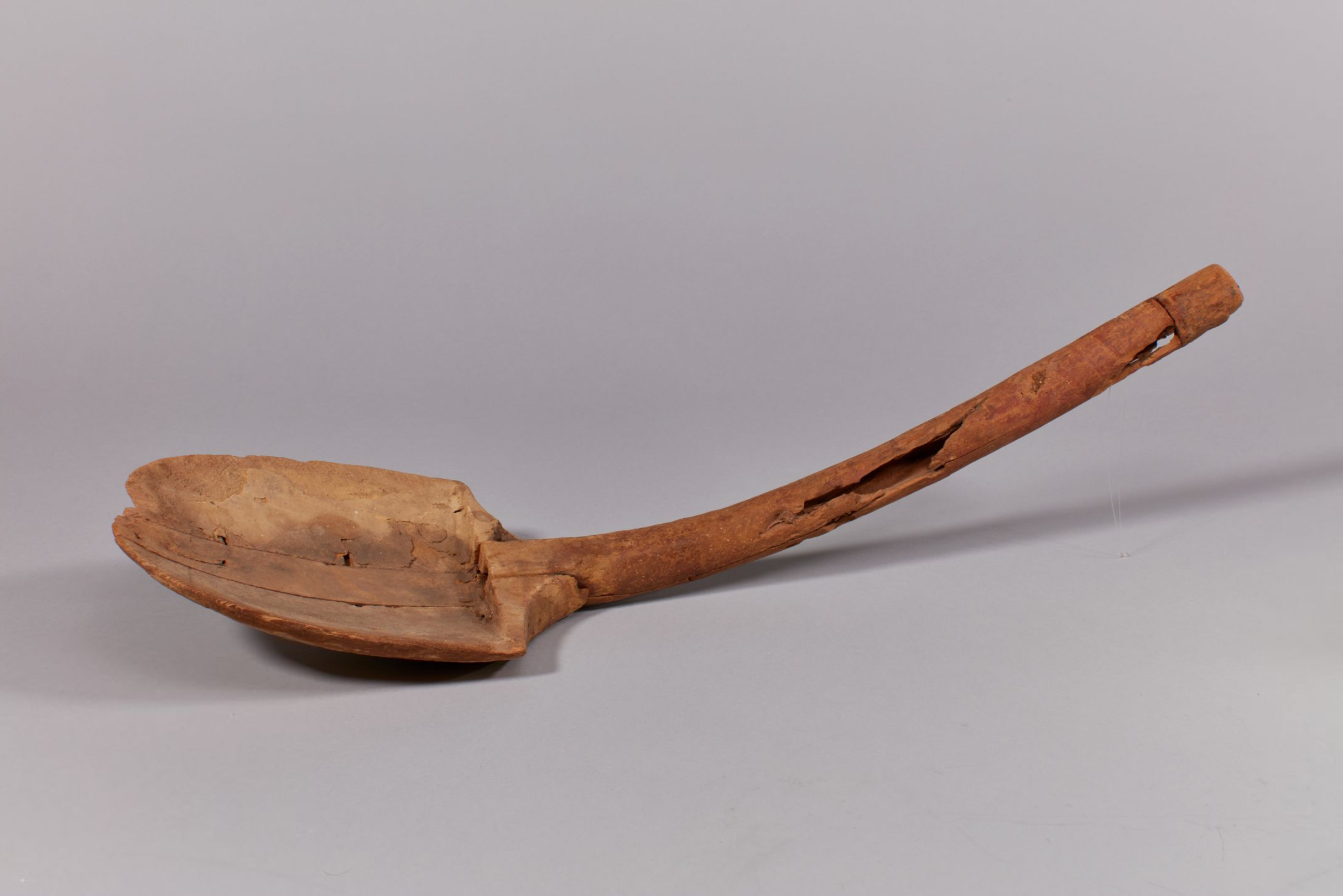
Altägyptische Bogenharfe (3. Jahrtausend v. u. Z.)
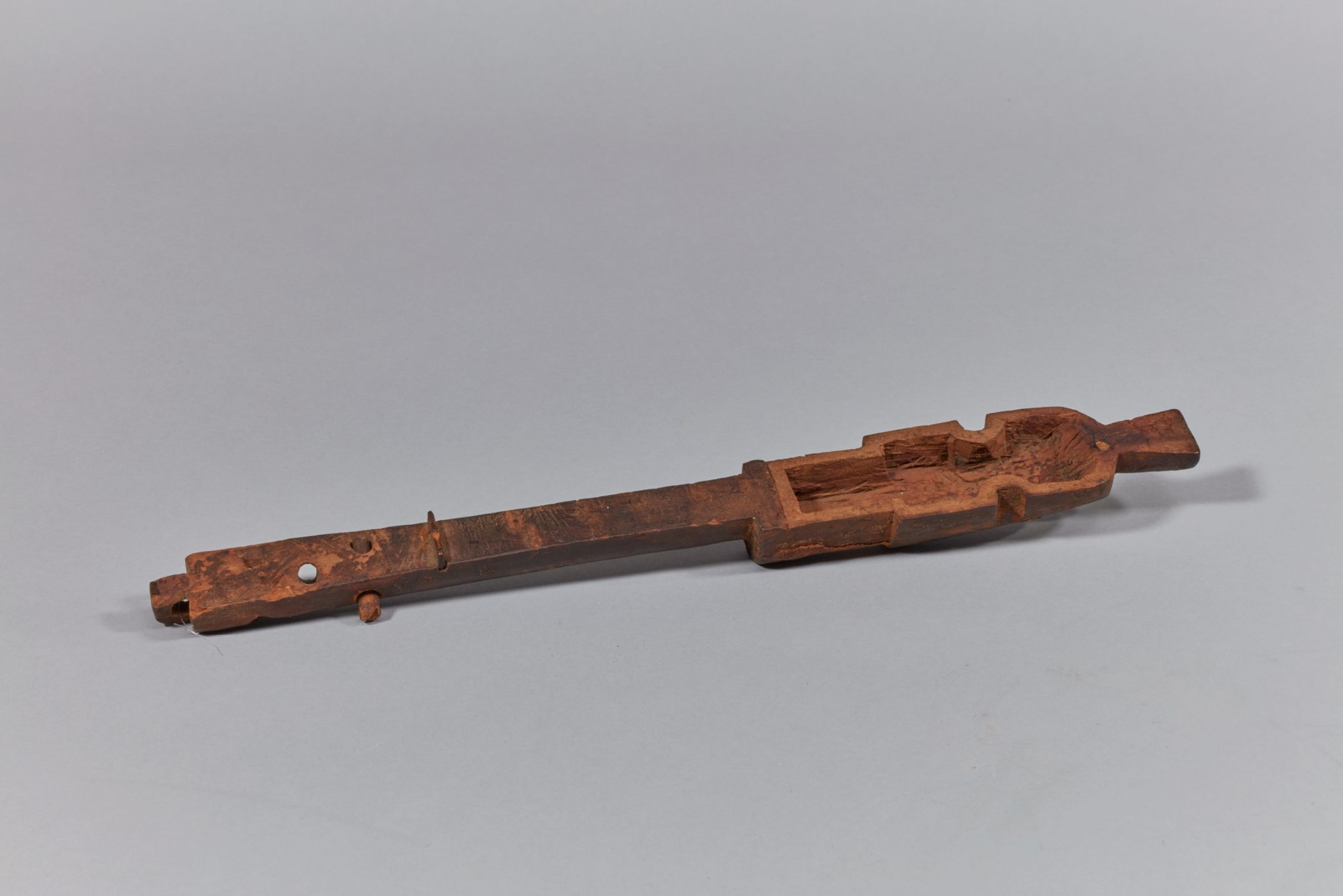
Ägyptische Laute (3.–9. Jahrhundert)
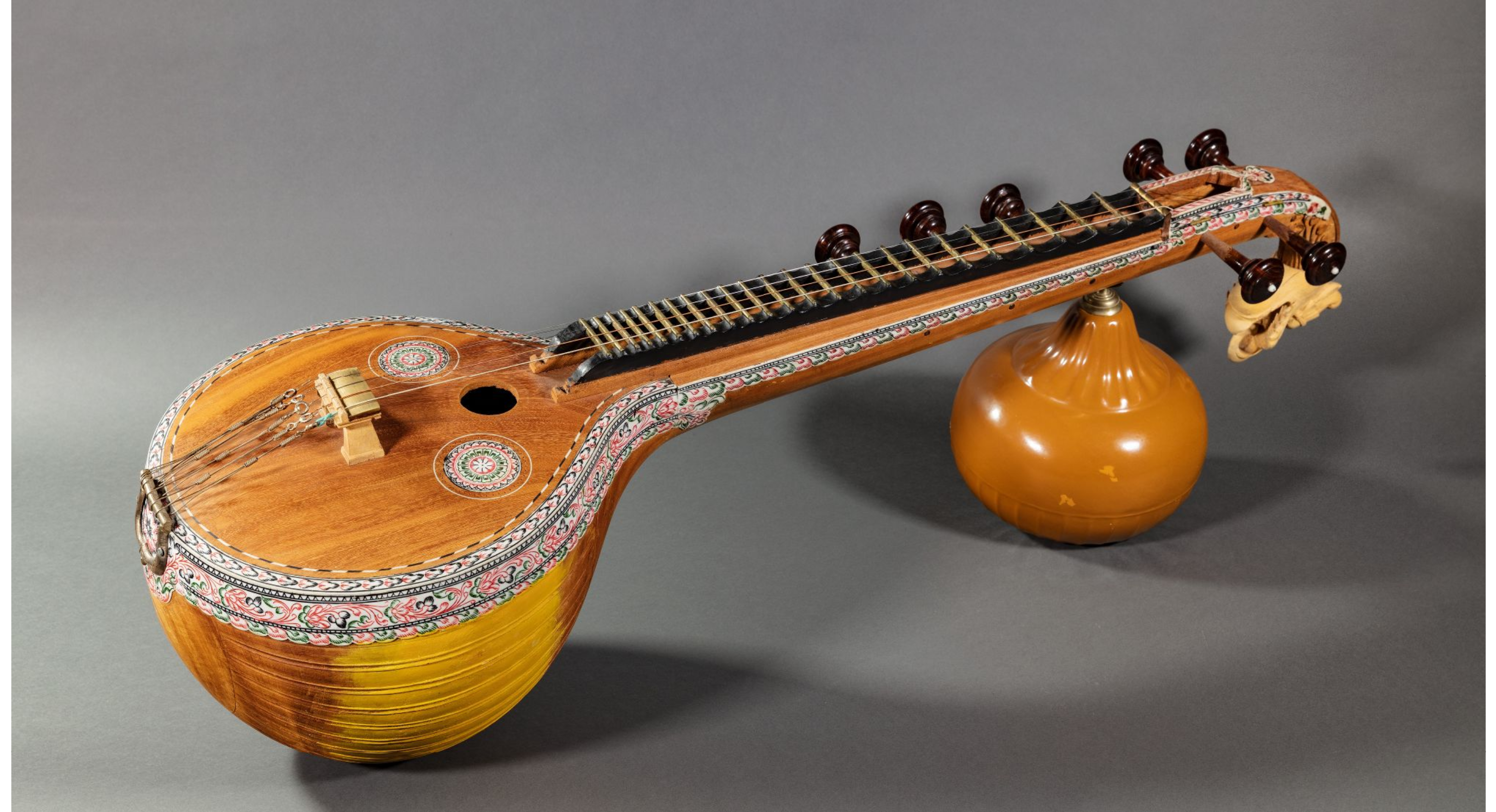
Schalenlanghalslaute (Sarasvati Vina) aus Chennai

## Aufgabenbereiche
Die Musikinstrumentensammlung dient als Forschungsarchiv der instrumentenkundlichen Forschung und der universitären Lehre. Etwa die Hälfte der Sammlungsstücke wird präsentiert in einer Dauerausstellung, die auf insgesamt 420 m² Ausstellungsfläche in 15 Räumen des denkmalgeschützten Accouchierhauses in Göttingen untergebracht und der Öffentlichkeit zugänglich ist.

## Geschichte der Sammlung
Im Jahr 1964 wurde die Sammlung auf Initiative des damaligen Lehrstuhlinhabers Heinrich Husmann (1908–1983) als Lehr- und Forschungssammlung eingerichtet. Den Grundstock bildete die seit den 1930er Jahren zusammengetragene 1.050 Objekte umfassende Privatsammlung des Instrumentenfabrikanten und Musikverlegers Hermann Johannes Moeck (1896–1982) aus Celle. Das Land Niedersachsen hatte diese aus Mitteln der Volkswagenstiftung für die Universität Göttingen erworben.
Seit ihrer Gründung im Jahr 1964 wurde die Sammlung bis Ende der 1970er Jahre durch sporadische Gelegenheitsankäufe erweitert. Ab Anfang der 1980er Jahre erweiterte der Musikethnologe und Instrumentenkundler Klaus-Peter Brenner (Kustos von 1992 bis 2022) die Sammlung um einige Objekte aus eigenen Feldforschungen als Dauerleihgaben. Hinzu kamen durch Erwerb oder Dauerleihgabe einzelne besonders bedeutende Stücke im Bereich der europäischen historischen Holzblas- und Tasteninstrumente.